# Cijantung (Sukatani)
Cijantung is een bestuurslaag in het regentschap Purwakarta van de provincie West-Java, Indonesië. Cijantung telt 4133 inwoners (volkstelling 2010).